# 總務長官

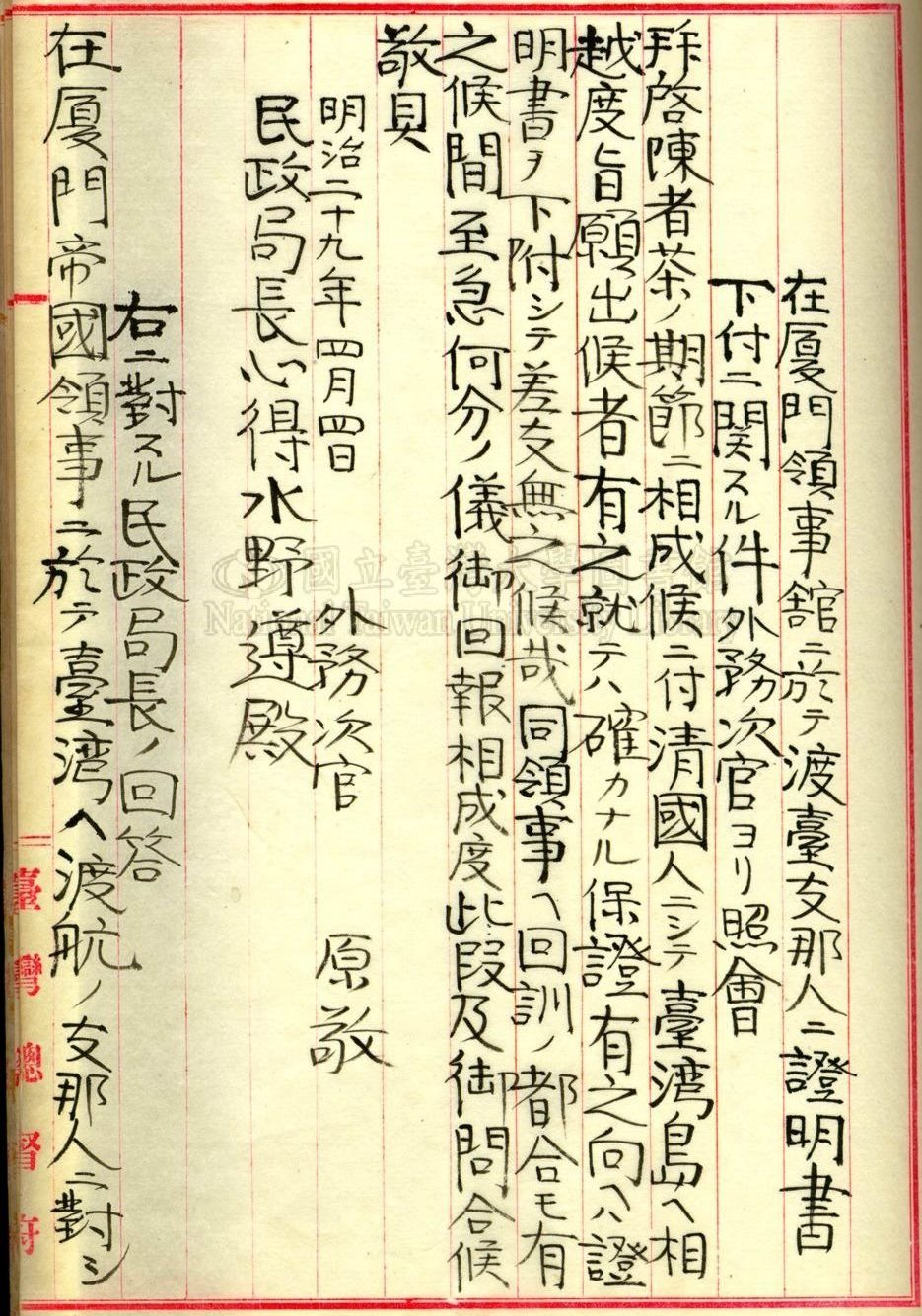
1896年日本外務省次官原敬致臺灣民政局長水野遵照會

總務長官為台灣日治時期各項政策的實際執行官僚，1919年8月20日改名前為民政長官。該職位原為臺灣總督府民政局（後改為民政部）之首長，和臺灣總督府軍務局並立。在1919年《台灣總督府官制》的修訂中，民政部被廢除，軍事權也交由直屬日本天皇的台灣軍司令官負責；但民政長官一職被保留並改名為總務長官，負責綜理庶務。
因為台灣總督權力極大，相對身為左右手的民政及總務長官也擁有立法權、行政權、司法權，實際上肩負政府首腦的作用。其中以後藤新平最為著名，在他任內實施土地調查、人口普查、漸禁鴉片、鐵路修築、港口建設、確立專賣制度等。因為當時的總督兒玉源太郎時常不在台灣，因此，後藤新平實際是那段時間的台灣統治者。咸信，後藤新平是使台灣對日本是負資產轉變為正資產的關鍵人物。

## 名稱變遷
- 民政局長官：1895年5月21日
- 民政局長：1896年4月1日
- 民政長官：1898年6月20日
- 總務長官：1919年8月20日

## 歷任總務長官
1. 民政局長官 - 明治28年（1895）5月21日
2. 民政局長 - 明治28年（1895）8月6日
3. 民政長官 - 明治31年（1898）6月20日
4. 總務長官 - 大正8年（1919）8月20日

| 任數                  | 姓名                  | 肖像                  | 出身                  | 任命日                   | 時任總督                                | 備註                                                                                  |
| 民政局長官 / 民政局長 | 民政局長官 / 民政局長 | 民政局長官 / 民政局長 | 民政局長官 / 民政局長 | 民政局長官 / 民政局長    | 民政局長官 / 民政局長                   | 民政局長官 / 民政局長                                                                 |
| --------------------- | --------------------- | --------------------- | --------------------- | ------------------------ | --------------------------------------- | ------------------------------------------------------------------------------------- |
| 1                     | 水野遵                |                       | 尾張                  | 明治28年（1895）5月21日  | 樺山資紀 桂太郎 乃木希典                | 1895年5月21日以公使身分兼民政局長官。明治28年（1895）8月6日，民政局長官改稱民政局長。 |
| 2                     | 曾根靜夫              |                       | 安房                  | 明治30年（1897）7月20日  | 乃木希典 兒玉源太郎                     |                                                                                       |
| 民政長官              |                       |                       |                       |                          |                                         |                                                                                       |
| 3                     | 後藤新平              |                       | 陸奧國                | 明治31年（1898）3月2日   | 兒玉源太郎 佐久間左馬太                 | 明治31年（1898）6月20日，民政局長改稱民政長官                                         |
| 4                     | 祝辰巳                |                       | 出羽                  | 明治39年（1906）11月13日 | 佐久間左馬太                            | 明治41年（1908）5月25日，在任內去世。                                                 |
| 5                     | 大島久滿次            |                       | 尾張                  | 明治41年（1908）5月30日  | 佐久間左馬太                            | 由警界首長升任，任內大力鎮壓反日人士。因所屬派系貪污而引咎辭職。                      |
| -                     | 宮尾舜治              |                       | 越後                  | 明治43年（1910）7月27日  | 佐久間左馬太                            | 在台灣施行樂透的第一人。任期僅一個月。                                                |
| 6                     | 內田嘉吉              |                       | 江戶                  | 明治43年（1910）8月22日  | 佐久間左馬太 安東貞美                   | 後來晉升台灣總督。                                                                    |
| 總務長官              |                       |                       |                       |                          |                                         |                                                                                       |
| 7                     | 下村宏                |                       | 和歌山                | 大正4年（1915）10月20日  | 安東貞美 明石元二郎 田健治郎            | 大正8年（1919）8月20日，民政長官更名為總務長官。                                      |
| 8                     | 賀來佐賀太郎          |                       | 大分                  | 大正10年（1921）7月11日  | 田健治郎 內田嘉吉 伊澤多喜男 上山滿之進 |                                                                                       |
| 9                     | 後藤文夫              |                       | 大分                  | 大正13年（1924）9月22日  | 上山滿之進 川村竹治                     | 因台中不敬事件，引咎辭職。                                                            |
| 10                    | 河原田稼吉            |                       | 福島                  | 昭和4年（1928）6月26日   | 川村竹治 石塚英藏                       |                                                                                       |
| 11                    | 人見次郎              |                       | 京都                  | 昭和4年（1929）8月3日    | 石塚英藏                                | 因霧社事件，引咎辭職。                                                                |
| 12                    | 高橋守雄              |                       | 熊本                  | 昭和6年（1931）1月17日   | 石塚英藏 太田政弘                       |                                                                                       |
| 13                    | 木下信                |                       | 長野                  | 昭和6年（1931）4月15日   | 太田政弘                                |                                                                                       |
| 14                    | 平塚廣義              |                       | 山形                  | 昭和7年（1932）1月13日   | 太田政弘 南弘 中川健藏                  |                                                                                       |
| 15                    | 森岡二朗              |                       | 奈良                  | 昭和11年（1936）9月2日   | 中川健藏 小林躋造                       |                                                                                       |
| 16                    | 齋藤樹                |                       | 千葉                  | 昭和15年（1940）11月27日 | 小林躋造 長谷川清 安藤利吉              |                                                                                       |
| 17                    | 成田一郎              |                       | 宮城                  | 昭和20年（1945）1月6日   | 安藤利吉                                | 昭和20年（1945）10月25日，台灣總督府廢止。                                            |

## 外部連結
- 台湾学事関係簡易年表 （页面存档备份，存于）